# Nazionale maschile di hockey su ghiaccio della Finlandia
La nazionale di hockey su ghiaccio della Finlandia (Suomen jääkiekkomaajoukkue) è la selezione che rappresenta la Finlandia nelle competizioni internazionali. Nel ranking mondiale, stilato dalla federazione, è al 1º posto. A conferma di ciò si considera come facente parte delle cosiddette grandi sette, cioè le sette più forti nazionali del mondo che comprendono, oltre alla Finlandia, Canada, Russia, USA, Slovacchia, Svezia e Repubblica Ceca. Attualmente l'allenatore è Jukka Jalonen.

## Storia
I vari livelli delle rappresentative nazionali finlandesi sono gestite e controllate dalla federazione nazionale. In patria i membri della nazionale sono soprannominati Leijonat ("leoni", dal leone araldico che campeggia nello stemma della federazione). In Finlandia l'1% della popolazione è affiliato alla federazione (ossia è convocabile in nazionale), per un totale di 52.597 giocatori.
Nel 1995 e poi anche nel 2011, 2019 e 2022 ha vinto la medaglia d'oro ai campionati del mondo. Ad oggi questi sono i migliori risultati sportivi ottenuto dalla squadra in una competizione internazionale ai quali vanno aggiunte numerosi argenti, bronzi e ottimi piazzamenti. Per quanto riguarda i mondiali la nazionale ha vinto sei medaglie d'argento e tre di bronzo.
In crescita anche il bottino per quanto riguarda le Olimpiadi: due bronzi e due argenti prima dell'oro vinto a Pechino 2022, anno nel quale dunque la Finlandia è diventata sia campione mondiale sia oro olimpico. In precedenza l'ultimo argento era arrivato nel 2006, a Torino, sotto la guida dell'allenatore Erkka Westerlund, quando la squadra fu sconfitta per 3-2 in finale dalla Svezia. La prestazione dei finnici fu comunque davvero buona, tanto è vero che il portiere Antero Niittymäki fu nominato MVP (miglior giocatore) del torneo - subì solo 8 gol nel corso dalla manifestazione - e Teemu Selänne miglior attaccante.
La maglietta numero 17, appartenuta a Jari Kurri, è stata ritirata ed è appesa al soffitto della Hartwall Areena, dove solitamente gioca la nazionale in casa. Kurri è oggi il general manager della formazione. Il giocatore con più presenze è Raimo Helminen, che ha vestito la maglia finlandese in 331 partite, raggiungendo un record assoluto nel mondo dello sport: nessun altro atleta ha infatti avuto tante convocazioni in nazionale. Helminen guida anche la classifica marcatori con 207 punti.

## Risultati

### Mondiali
| Edizione | Sede                                     | Piazzamento                                               |        |
| -------- | ---------------------------------------- | --------------------------------------------------------- | ------ |
| 1920     |                                          | n/d                                                       |        |
| 1924     |                                          | n/d                                                       |        |
| 1928     |                                          | n/d                                                       |        |
| 1930     |                                          | n/d                                                       |        |
| 1931     |                                          | n/d                                                       |        |
| 1932     |                                          | n/d                                                       |        |
| 1933     |                                          | n/d                                                       |        |
| 1934     |                                          | n/d                                                       |        |
| 1935     |                                          | n/d                                                       |        |
| 1936     |                                          | n/d                                                       |        |
| 1937     |                                          | n/d                                                       |        |
| 1938     |                                          | n/d                                                       |        |
| 1939     | Basilea e Zurigo                         | 13º posto                                                 | roster |
| 1947     |                                          | n/d                                                       |        |
| 1948     |                                          | n/d                                                       |        |
| 1949     | Stoccolma                                | 7º posto                                                  | roster |
| 1950     |                                          | n/d                                                       |        |
| 1951     | Parigi                                   | 7º posto                                                  | roster |
| 1952     |                                          | n/d                                                       |        |
| 1953     |                                          | n/d                                                       |        |
| 1954     | Stoccolma                                | 6º posto                                                  | roster |
| 1955     | Colonia, Düsseldorf, Krefeld e Dortmund  | 9º posto                                                  | roster |
| 1956     |                                          | n/d                                                       |        |
| 1957     | Mosca                                    | 5º posto                                                  | roster |
| 1958     | Oslo                                     | 6º posto                                                  | roster |
| 1959     | Cecoslovacchia                           | 6º posto                                                  | roster |
| 1960     |                                          | n/d                                                       |        |
| 1961     | Ginevra e Losanna                        | 7º posto                                                  | roster |
| 1962     | Colorado Springs e Denver                | 4º posto                                                  | roster |
| 1963     | Stoccolma                                | 5º posto                                                  | roster |
| 1964     |                                          | n/d                                                       |        |
| 1965     | Tampere                                  | 7º posto                                                  | roster |
| 1966     | Lubiana                                  | 7º posto                                                  | roster |
| 1967     | Vienna                                   | 6º posto                                                  | roster |
| 1968     |                                          | n/d                                                       |        |
| 1969     | Stoccolma                                | 5º posto                                                  | roster |
| 1970     | Stoccolma                                | 4º posto                                                  | roster |
| 1971     | Ginevra e Berna                          | 4º posto                                                  | roster |
| 1972     | Praga                                    | 4º posto                                                  | roster |
| 1973     | Mosca                                    | 4º posto                                                  | roster |
| 1974     | Helsinki                                 | 4º posto                                                  | roster |
| 1975     | Monaco e Düsseldorf                      | 4º posto                                                  | roster |
| 1976     | Katowice                                 | 5º posto                                                  | roster |
| 1977     | Vienna                                   | 5º posto                                                  | roster |
| 1978     | Praga                                    | 7º posto                                                  | roster |
| 1979     | Mosca                                    | 5º posto                                                  | roster |
| 1981     | Göteborg                                 | 6º posto                                                  | roster |
| 1982     | Helsinki e Tampere                       | 5º posto                                                  | roster |
| 1983     | Dortmund, Düsseldorf e Monaco di Baviera | 7º posto                                                  | roster |
| 1985     | Praga                                    | 5º posto                                                  | roster |
| 1986     | Mosca                                    | 4º posto                                                  | roster |
| 1987     | Vienna                                   | 5º posto                                                  | roster |
| 1989     | Stoccolma e Södertälje                   | 5º posto                                                  | roster |
| 1990     | Berna e Friburgo                         | 6º posto                                                  | roster |
| 1991     | Turku, Tampere e Helsinki                | 5º posto                                                  | roster |
| 1992     | Praga e Bratislava                       | 2º posto                                                  | roster |
| 1993     | Monaco di Baviera e Dortmund             | 7º posto                                                  | roster |
| 1994     | Bolzano, Canazei e Milano                | 2º posto                                                  | roster |
| 1995     | Stoccolma e Gävle                        | 1º posto                                                  | roster |
| 1996     | Vienna                                   | 5º posto                                                  | roster |
| 1997     | Helsinki, Tampere e Turku                | 5º posto                                                  | roster |
| 1998     | Zurigo e Basilea                         | 2º posto                                                  | roster |
| 1999     | Oslo, Hamar e Lillehammer                | 2º posto                                                  | roster |
| 2000     | San Pietroburgo                          | 3º posto                                                  | roster |
| 2001     | Colonia, Norimberga e Hannover           | 2º posto                                                  | roster |
| 2002     | Göteborg, Jönköping e Karlstad           | 4º posto                                                  | roster |
| 2003     | Helsinki, Tampere e Turku                | 5º posto                                                  | roster |
| 2004     | Praga e Ostrava                          | 6º posto                                                  | roster |
| 2005     | Vienna e Innsbruck                       | 7º posto                                                  | roster |
| 2006     | Riga                                     | 3º posto                                                  | roster |
| 2007     | Mosca e Mytišči                          | 2º posto                                                  | roster |
| 2008     | Québec e Halifax                         | 3º posto                                                  | roster |
| 2009     | Berna e Kloten                           | 5º posto                                                  | roster |
| 2010     | Colonia, Mannheim e Gelsenkirchen        | 6º posto                                                  | roster |
| 2011     | Bratislava e Košice                      | 1º posto                                                  | roster |
| 2012     | Helsinki e Stoccolma                     | 4º posto                                                  | roster |
| 2013     | Stoccolma e Helsinki                     | 4º posto                                                  | roster |
| 2014     | Minsk                                    | 2º posto                                                  | roster |
| 2015     | Praga e Ostrava                          | 6º posto                                                  | roster |
| 2016     | Mosca e San Pietroburgo                  | 2º posto                                                  | roster |
| 2017     | Colonia e Parigi                         | 4º posto                                                  | roster |
| 2018     | Copenaghen e Herning                     | 5º posto                                                  | roster |
| 2019     | Bratislava e Košice                      | 1º posto                                                  | roster |
| 2020     |                                          | Competizioni annullate a causa della pandemia di COVID-19 |        |
| 2021     | Riga                                     | 2º posto                                                  | roster |

### Olimpiadi
| Edizione | Sede                   | Piazzamento |        |
| -------- | ---------------------- | ----------- | ------ |
| 1920     | Anversa                | n/d         |        |
| 1924     | Chamonix               | n/d         |        |
| 1928     | Sankt Moritz           | n/d         |        |
| 1932     | Lake Placid            | n/d         |        |
| 1936     | Garmisch-Partenkirchen | n/d         |        |
| 1948     | Sankt Moritz           | n/d         |        |
| 1952     | Oslo                   | 7º posto    | roster |
| 1956     | Cortina d'Ampezzo      | n/d         |        |
| 1960     | Squaw Valley           | 7º posto    | roster |
| 1964     | Innsbruck              | 6º posto    | roster |
| 1968     | Grenoble               | 5º posto    | roster |
| 1972     | Sapporo                | 5º posto    | roster |
| 1976     | Innsbruck              | 4º posto    | roster |
| 1980     | Lake Placid            | 4º posto    | roster |
| 1984     | Sarajevo               | 6º posto    | roster |
| 1988     | Calgary                | 2º posto    | roster |
| 1992     | Albertville            | 7º posto    | roster |
| 1994     | Lillehammer            | 3º posto    | roster |
| 1998     | Nagano                 | 3º posto    | roster |
| 2002     | Salt Lake City         | 6º posto    | roster |
| 2006     | Torino                 | 2º posto    | roster |
| 2010     | Vancouver              | 3º posto    | roster |
| 2014     | Soči                   | 3º posto    | roster |
| 2018     | Pyeongchang            | 6º posto    | roster |

### Canada Cup e World Cup of Hockey
| Anno | Competizione        | Sede                                                                                               | Piazzamento |        |
| ---- | ------------------- | -------------------------------------------------------------------------------------------------- | ----------- | ------ |
| 1976 | Canada Cup          | Ottawa, Toronto, Montréal Filadelfia                                                               | 6º posto    | roster |
| 1981 | Canada Cup          | Edmonton, Winnipeg, Montréal e Ottawa                                                              | 6º posto    | roster |
| 1984 | Canada Cup          | Halifax, Montréal, London, Edmonton, Vancouver, Calgary Buffalo                                    | n/d         |        |
| 1987 | Canada Cup          | Calgary, Hamilton, Regina, Sydney, Montréal Hartford                                               | 6º posto    | roster |
| 1991 | Canada Cup          | Toronto, Hamilton, Saskatoon, Montréal, Québec Pittsburgh, Detroit e Chicago                       | 3º posto    | roster |
| 1996 | World Cup of Hockey | Vancouver, Ottawa e Montréal New York e Filadelfia Stoccolma Helsinki Garmisch-Partenkirchen Praga | 5º posto    | roster |
| 2004 | World Cup of Hockey | Toronto e Montréal Saint Paul Stoccolma Helsinki Colonia Praga                                     | 2º posto    | roster |
| 2016 | World Cup of Hockey | Toronto                                                                                            | 8º posto    | roster |

### Campionati Europei
La selezione finlandese ha partecipato soltanto all'edizione del 1929 senza però ottenere un piazzamento.

## Giocatori celebri
- Aarne Honkavaara 1943-1953
- Keijo Kuusela 1938-1959
- Lasse Oksanen 1962-1977
- Esa Peltonen 1965-1982
- Raimo Kilpiö 1956-1967
- Teppo Rastio 1953-1964
- Heino Pulli 1957-1965
- Juhani Tamminen 1969-1982
- Heikki Riihiranta 1967-1983
- Urpo Ylönen 1965-1979
- Unto Wiitala 1946-1956
- Jari Kurri 1979-1998
- Janne Ojanen 1986-2008
- Raimo Helminen 1983-2008
- Mika Nieminen 1988-2000
- Timo Jutila 1983-1997
- Saku Koivu 1992-
- Ville Peltonen 1993-
- Jere Lehtinen 1991-
- Ari Sulander 1992-
- Jarmo Myllys 1986-2001
- Jukka Tammi 1985-1998
- Esa Tikkanen 1985-2000
- Teemu Selänne 1988-2014
- Petteri Nummelin 1990-2014
- Miikka Kiprusoff 1994-
- Olli Jokinen 1996-
- Mikko Koivu 2000-

## Allenatori
- Erkki Saarinen 1939–1941
- Risto Lindroos 1945–1946
- Henry Kvist 1946–1949
- Risto Lindroos 1950–1954
- Aarne Honkavaara 1954–1959
- Joe Wirkkunen 1959–1960
- Derek Holmes 1960–1961
- Joe Wirkkunen 1961–1966
- Gustav Bubnik 1966–1969
- Seppo Liitsola 1969–1972
- Len Lunde 1972–1973
- Kalevi Numminen 1973–1974
- Seppo Liitsola 1974–1976
- Lasse Heikkilä 1976–1977
- Kalevi Numminen 1977–1982
- Alpo Suhonen 1982–1986
- Rauno Korpi 1986–1987
- Pentti Matikainen 1987–1993
- Curt Lindström 1993–1997
- Hannu Aravirta 1997–2003
- Raimo Summanen 2003–2004
- Erkka Westerlund 2004–2007
- Doug Shedden 2007–2008
- Jukka Jalonen 2008–